# ZSU-57-2
Lo ZSU-57-2, un veicolo sovietico derivato dallo scafo del T-54, è un semovente d'artiglieria contraerea che ha fatto la sua apparizione negli anni '50, e mostrato in pubblico nel 1957.

## Sviluppo
I sovietici hanno sempre avuto massima attenzione per la minaccia posta dagli aerei tattici della NATO, e la loro gamma di sistemi antiaerei, compatibilmente alla tecnologia disponibile, è stata costituita da un ampio ventaglio di sistemi delle migliori caratteristiche possibili. 
Inizialmente, però, le armi difensive mobili erano assai rudimentali, caratterizzate da cannoni trainati oppure mitragliere binate da 14,5 mm sistemate su veicoli come i BTR-152. Il cannone S-60, tra le loro migliori realizzazioni, sostituiva la precedente arma Modello 1939 da 37 mm, e in affusti trainati, a 4 ruote, divenne un'arma comune nell'esercito. Abbinato a radar di tiro di vario genere, era un sistema assai efficace.
Ma per migliorarne la mobilità fino a permettere l'uso di tali cannoni anche sul campo di battaglia si richiedeva una diversa installazione, che poteva essere soddisfatta solo dallo scafo di un carro armato moderno, e così un'aliquota dei veicoli in produzione venne dirottata a questa esigenza. Questo anche perché, per migliorare la letalità dell'impianto, venne progettato un affusto binato, particolarmente grande e pesante per un sistema tattico mobile.
Durante gli anni '50 venne scelta la configurazione migliore e poi alacremente affrontata la progettazione di dettaglio di tutta l'impiantistica, fino a quando il nuovo veicolo risultò approntato e pronto per la produzione.

## Tecnica
Lo scafo, derivato da quello del carro, aveva una blindatura meno pesante di quella del T-54, la cosa si vedeva anche dal numero delle ruote, già di per sé pesanti 200 kg, che sono state ridotte da 5 a 4 per parte. Tutto questo portava il rapporto potenza-peso a 18,5:1, grazie ad un peso inferiore a 30 t, e migliorava di conseguenza la mobilità.
La torretta, molto grande, aveva i cannoni sistemati al centro, con i serventi protetti da un largo scudo a prova di schegge e proiettili di piccolo calibro. Sulla parte posteriore vi era un cestello per la raccolta dei bossoli usati.

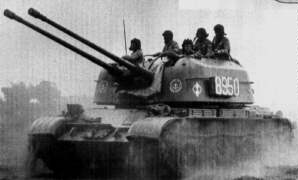
lo ZSU con il suo numeroso equipaggio in torretta, munito del classico casco antiurto di tipo sovietico

In termini di armamento, lo ZSU-57-2, con i suoi 2 cannoni da 57 mm, è a tutt'oggi il più potente veicolo antiaereo artiglieresco mai entrato in servizio. Questi cannoni erano da 60 calibri, per cui si possono considerare una sorta di pantografia dei Bofors da 40/60 mm. Erano talmente grandi, e la torretta vista dal basso sembrava così simile ad un modello "normale", ovvero con il tetto chiuso, che a tutti gli effetti questo mezzo appariva come un "carro con 2 cannoni" piuttosto che un semovente d'artiglieria.
L'alimentazione era probabilmente simile a quella del S-60, con clip di 4 colpi da caricare sulla rastrelliera di alimentazione, mentre i bossoli esplosi erano convogliati, con un nastro trasportatore, in una gabbia metallica sistemata dietro la torretta. In tal modo il pavimento della torretta non ne veniva ingombrato, e i serventi potevano concentrarsi su altre mansioni.
La bassa velocità di brandeggio delle sue armi, come anche l'elevazione, 30 e 20 gradi al secondo rispettivamente, ha contribuito a limitare il successo operativo di questa realizzazione, ma soprattutto la sua torretta scoperta non aveva una apparecchiatura di controllo del tiro sufficientemente sofisticata. Peraltro, i suoi cannoni hanno una gittata max in quota di 8800 e sull'orizzonte di 12000 m e una dotazione di munizioni di ben 320 colpi (da 5 kg l'uno). La cadenza di tiro pratica, con i clip di 4 colpi, scende a 60-70 al minuto rispetto ai 120 teorici. Esso può sparare, in pratica, fino a 4–6 km di distanza.

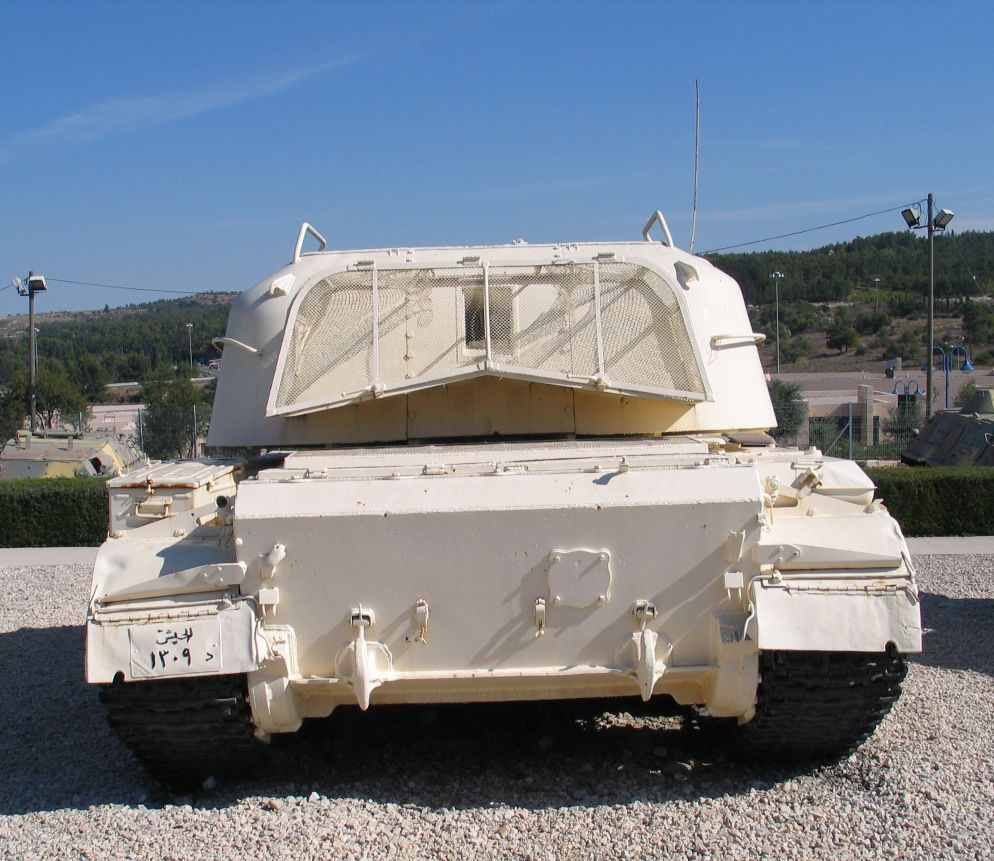
vista posteriore, si noti la torretta chiusa con la rastrelliera raccoglibossoli

Le munizioni potevano perforare, nel tipo AP, ben 96 mm di acciaio a 1000 m (Vs. 25 a 500 dello ZSU-23-4), con la capacità di penetrare un blindato leggero ad almeno 2–3 km e i fianchi di un carro, anche di tipo moderno (solo per i fianchi dello scafo) fino a 1 km. In effetti, i cannoni contraerei da 35 mm del tipo Oerlikon GDF, con munizioni perforanti decalibrate possono quasi eguagliare questo valore, potendo raggiungere i 40 mm/60°/1000 m, ed essi sono agevolmente quotati come efficaci contro i fianchi della maggior parte dei moderni carri armati.

## Servizio operativo
In azione lo ZSU 57-2 è stato poco valido contro gli aerei, soprattutto per la mancanza di un radar di scoperta, ma molto efficace contro obiettivi al suolo, grazie alla potenza dei cannoni usati, con proiettili da circa 1000 m/s di velocità iniziale.
La macchina ha partecipato a vari conflitti in Asia, sia in Vietnam, contro gli aerei americani, i quali, volando per lo più a media e alta quota, erano poco vulnerabili contro le mitragliere di calibro minore (come lo ZSU-23-4, che in effetti ebbe una parte del tutto marginale in tale conflitto). Rispetto alla mitragliera da 57 mm S-60, lo ZSU aveva un maggiore volume di fuoco essendo in installazioni binate, e una maggiore mobilità. Ma le batterie di S-60 avevano radar di controllo del tiro con sistemi centralizzati PUAZO, che controllavano tutta la batteria, concentrando i 4 pezzi su obiettivi singoli. In pratica, la presenza di radar, nella difesa statica di obiettivi strategici, risultò più importante della mobilità del mezzo, e le batterie trainate sono state in generale molto più efficaci e temibili dei semoventi veri e propri, sia pure armati di cannoni analoghi.
Durante la Guerra dei sei giorni lo ZSU non impedì all'aviazione israeliana di sconfiggere duramente gli arabi, mentre per il resto combatté in quella del Kippur e in numerosi altri conflitti, incluso quello del 1982. Esso è entrato in azione anche in altri frangenti, come nel Golfo Persico, contro l'Iran, poi contro gli USA.
La Cina ne ha fatta una copia, ma non si sa quanto diffusa.
Israele ha catturato un certo numero di ZSU-57-2 agli egiziani ed ai siriani. Uno di essi si trova ora al Museo militare di Latrun, un altro presso il Museo storico delle Forze Armate israeliane di Tel Aviv ed un terzo presso il Museo dell'Israeli Air Force ad Hatzerim.

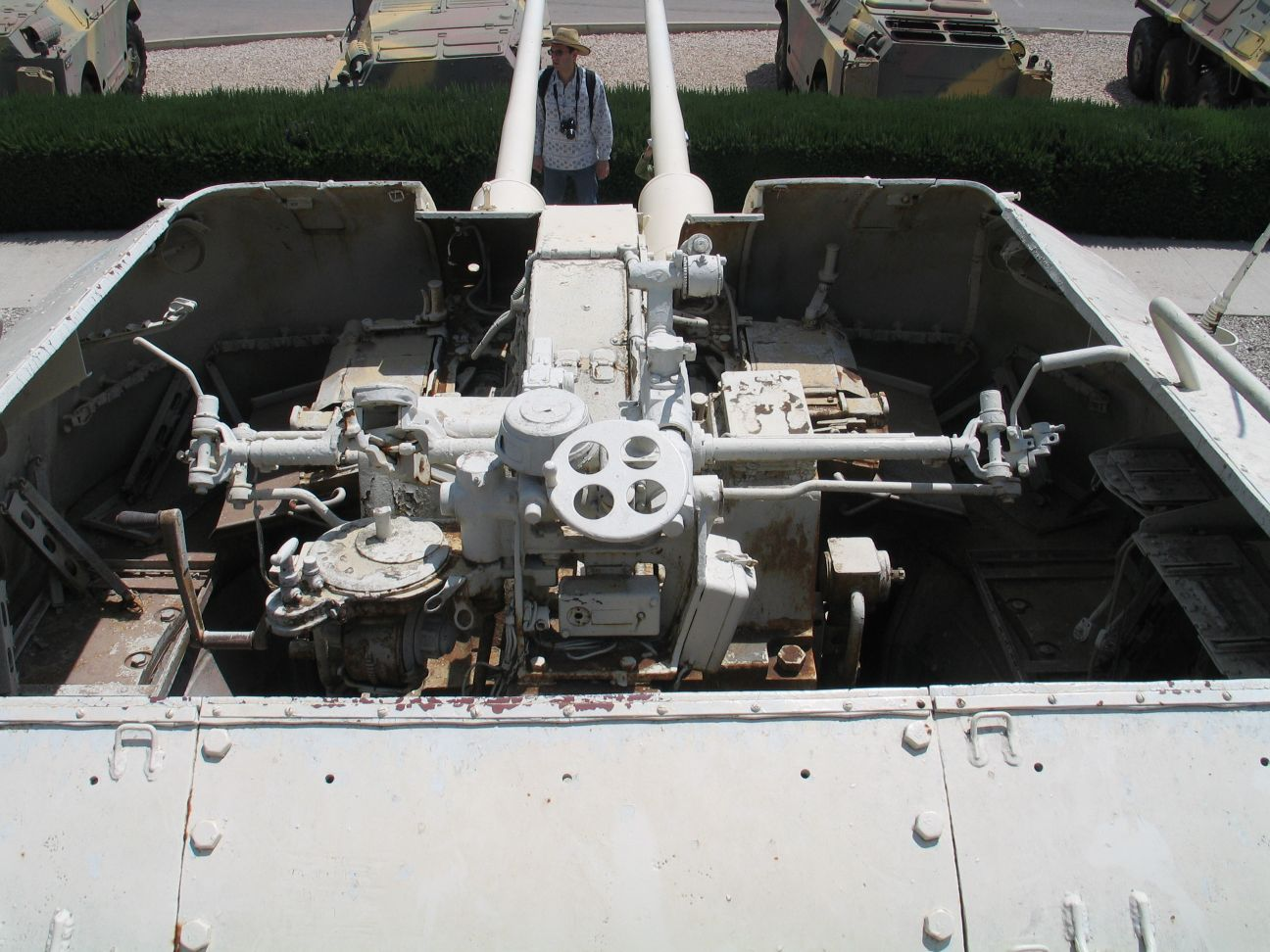
la sommità anteriore del mezzo mostra, attraverso il cielo scoperto, le armi di bordo